# ベルテル・トルバルセン
ベルテル・トルバルセン（Bertel Thorvaldsen、1770年11月19日 - 1844年3月24日）は、デンマークの彫刻家。
日本では古くからトルバルセン表記が用いられているが原音ではトーヴァルセンである。

## 生涯

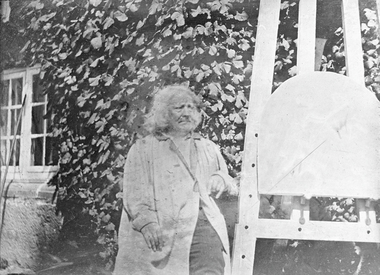
1840年に撮影されたデンマーク最古の写真の一枚

デンマークの首都コペンハーゲンで生まれた。父親はアイスランド人でのちにデンマークに移民して船の装飾を彫刻していた木彫師であり、母親はデンマークのユトランドの農家出身であった。通説では1770年に生まれたとされるが別の資料では1768年生まれともされる。家庭は貧しかったが、父から木彫刻の手ほどきを受けた。
弱冠11歳の頃にデンマーク王立美術院に入学して彫刻家のヨハネス・ヴィーデヴェルト(Johannes Wiedewelt)や画家、彫刻家のニコライ・アビルゴールのもとで学んだ。在学中に数々の賞の受賞を果たしてイタリア留学の奨学金を得た。1797年にイタリアのパレルモやナポリを経てローマに留学し、スペイン広場の近くに居住、そしてまた工房を構えた。ローマではデンマーク出身の学者で古代研究家のゲオルク・ツォエガに弟子入りして古美術を叩き込まれ、さらに同じくデンマーク出身であった画家のアスムス・ヤコブ・カルステンスから古典主義を学んだ。
留学の成果となった作品『バッカスとアリアーヌ』をコペンハーゲンの美術院に送り、留学期間の延長が許可されてローマに滞在した。しかし困窮を極めた。1800年代の初めにザクセン王国の宮廷彫刻家のフランツ・ペトリヒ(Franz Pettrich)と知り合った。イタリアの彫刻家アントニオ・カノーヴァから石彫を学び、新古典主義に感化された。この頃、有名な美術品コレクターのトーマス・ホープと知り合い、ホープはトルバルセンの作品を買い上げた。トルバルセンはギリシア神話の英雄であるイアーソーンの像でゲオルク・ツォエガやアントニオ・カノーヴァから高く評価されて国際的に著名性を獲得した。1805年にデンマーク王立美術院の正会員に選ばれ、同じ年にボローニャの美術アカデミーの名誉会員になった。この頃、ナポレオン・ボナパルトからもさまざまな彫刻の依頼を受けた。
1808年にバイエルン王国のルートヴィヒ1世からアドニス像の依頼を受けた。それに加えバチカンからは非カトリックのプロテスタントとしては極めて異例の注文が舞い降り、ローマ教皇ピウス7世の墓碑像を制作してバチカンから称賛された。『ピウス7世墓碑像』はバチカンのサン・ピエトロ大聖堂に置かれている。
1818年にしばらくコペンハーゲンに戻り、王立美術院の教授に任命された。1820年8月、再びデンマークを離れ、ドイツ、ポーランド、オーストリアを経てローマに戻った。
イタリアで生涯のほとんどを過ごし、主に新古典主義を追求。作品のモチーフをキリスト教や古典美術、ギリシア神話に求めた。最もよく知られる彫刻品には『ニコラス・コペルニクス像』や『ユゼフ・ポニャトフスキ像』などがある。1838年にデンマーク帰国。1844年3月24日に親友アンデルセンと食事をとった後、コペンハーゲン王立劇場で心臓発作により急死。

## 彫刻

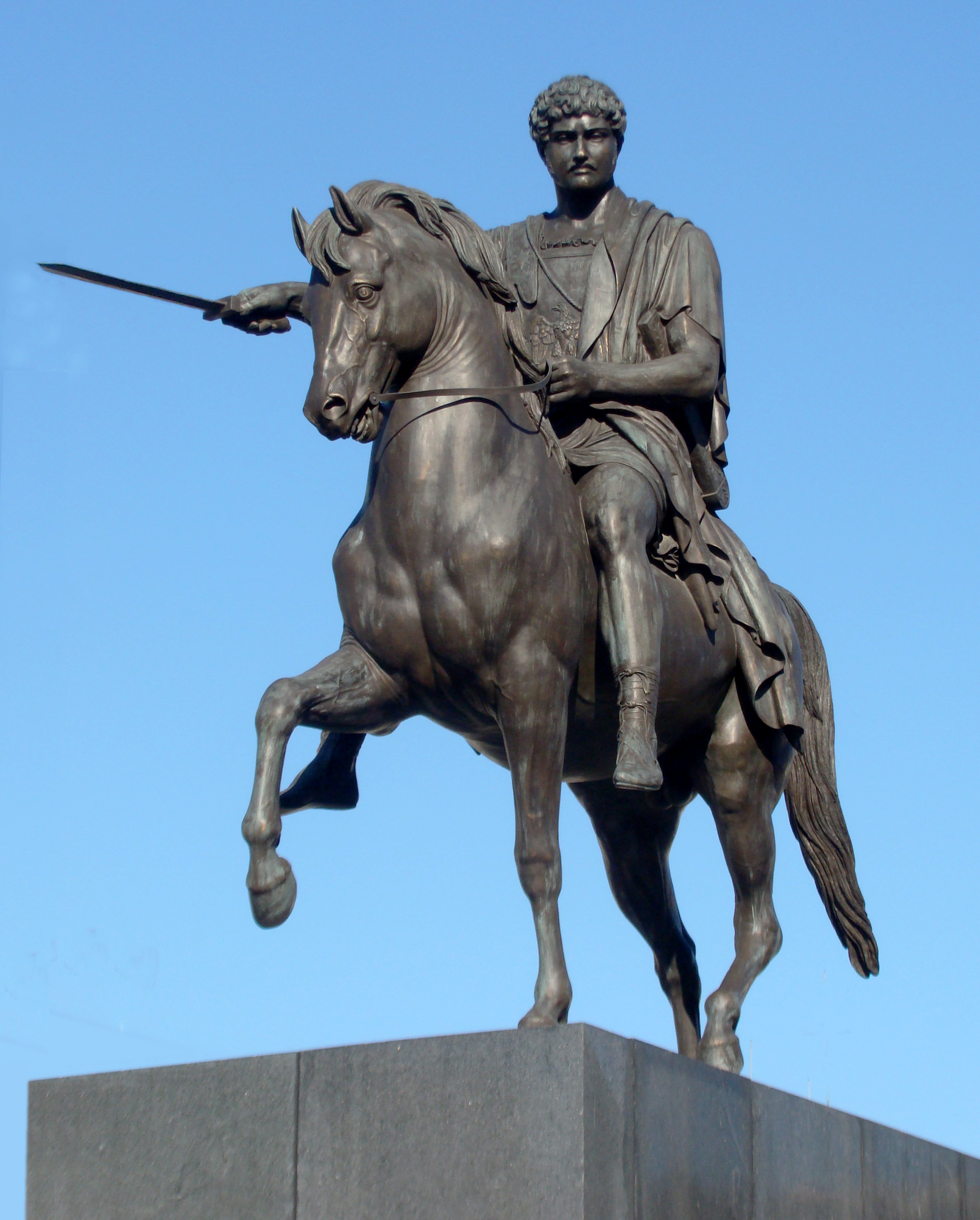
ユゼフ・ポニャトフスキ
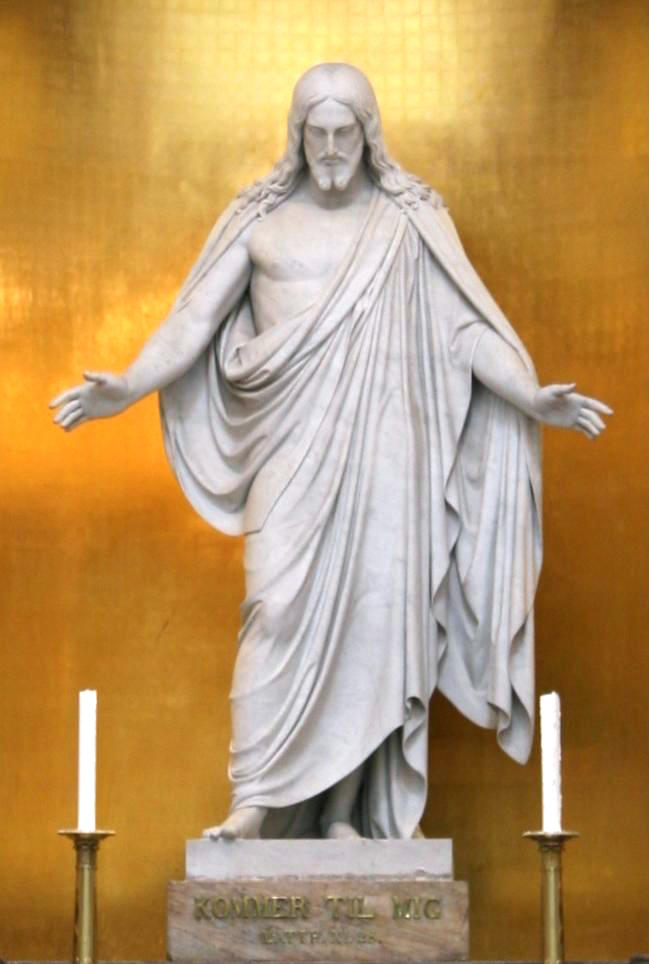
キリスト像
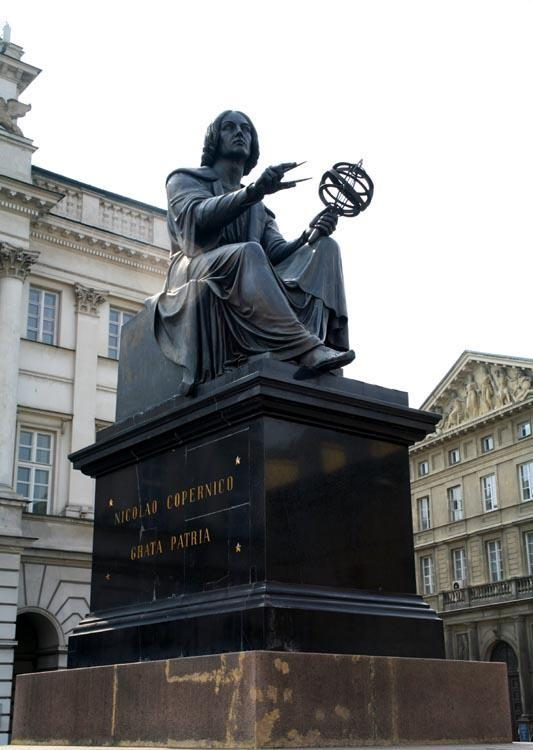
ニコラウス・コペルニクス
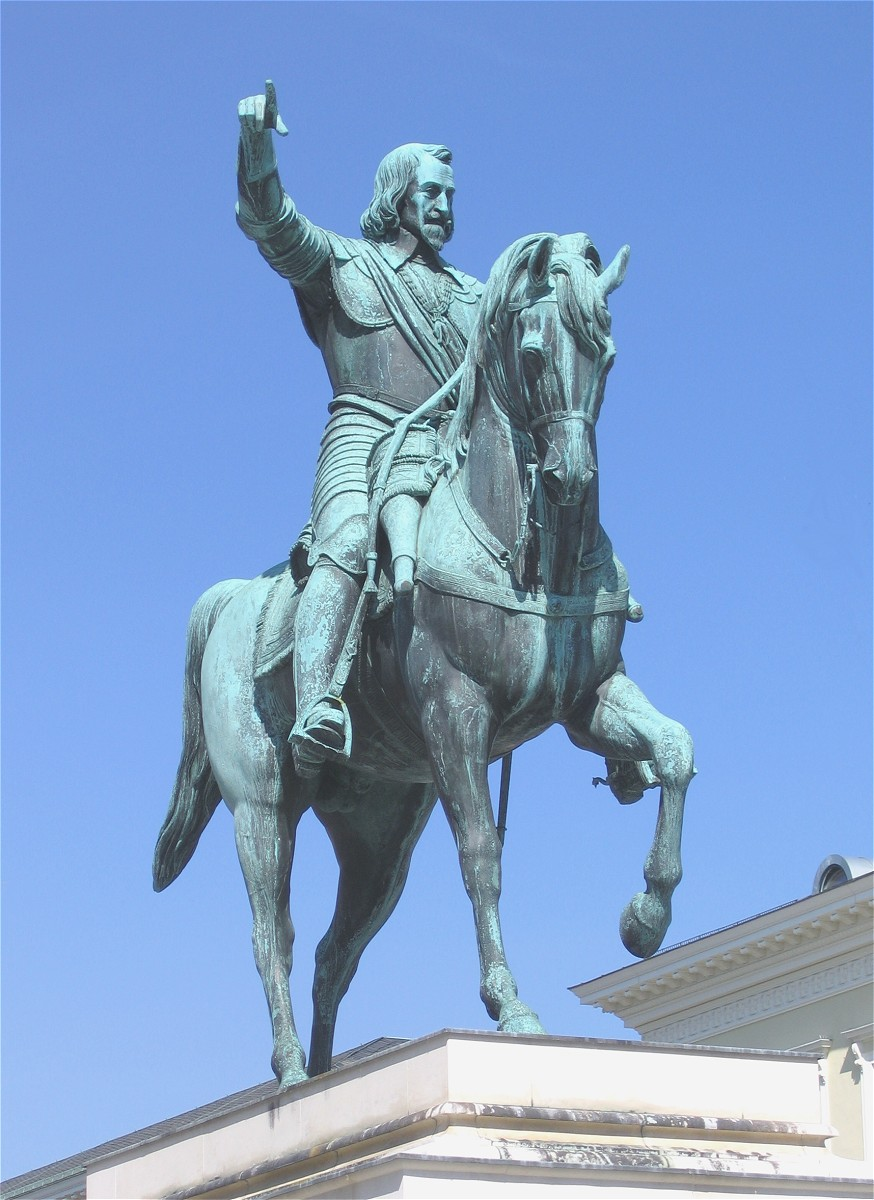
マクシミリアン1世
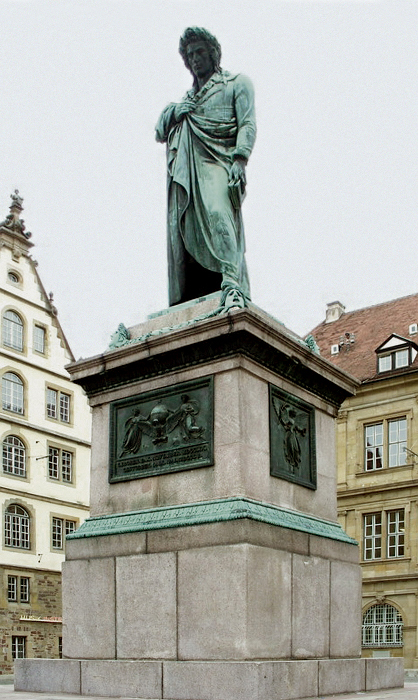
フリードリヒ・フォン・シラー
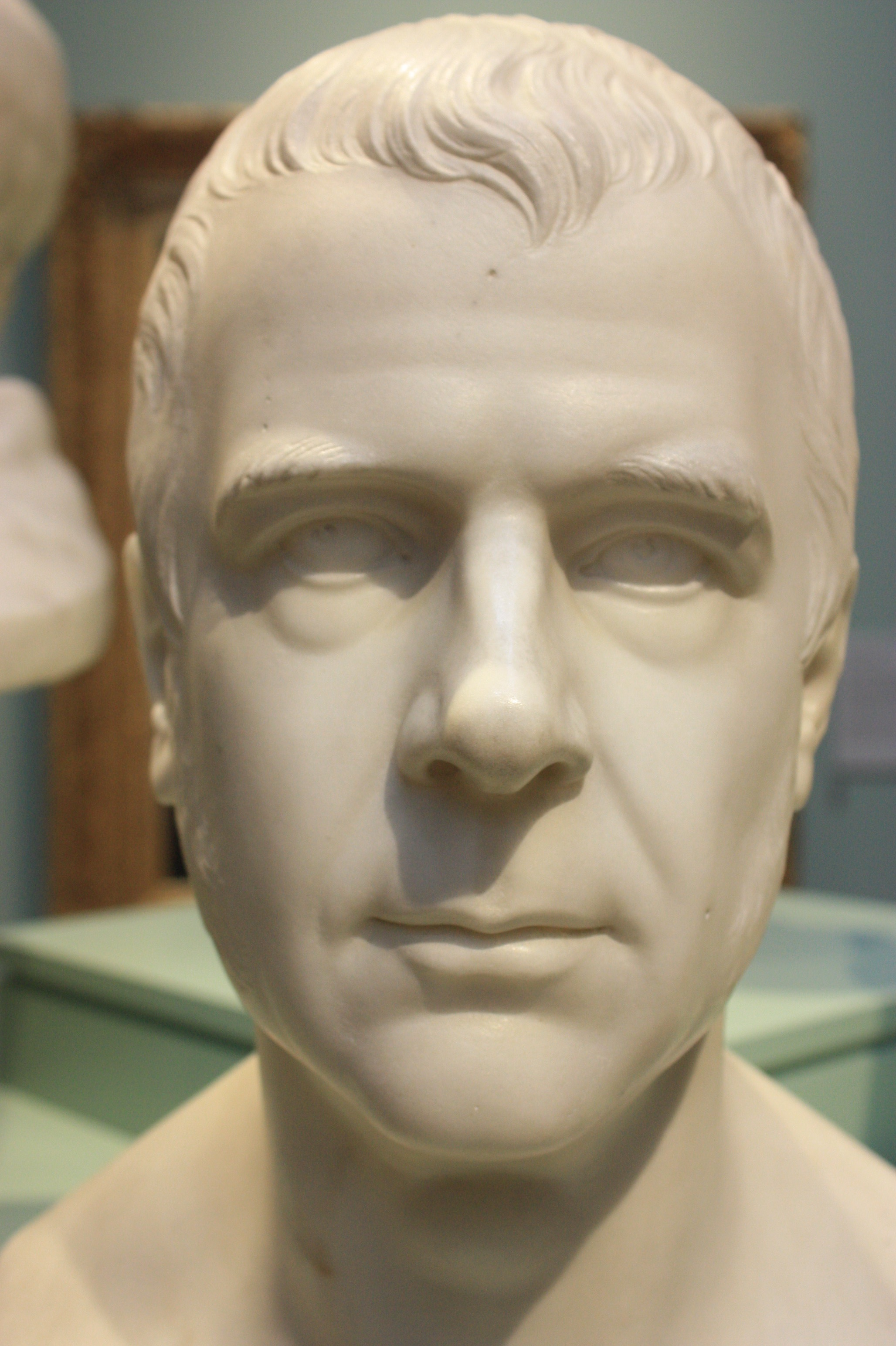
ウォルター・スコット
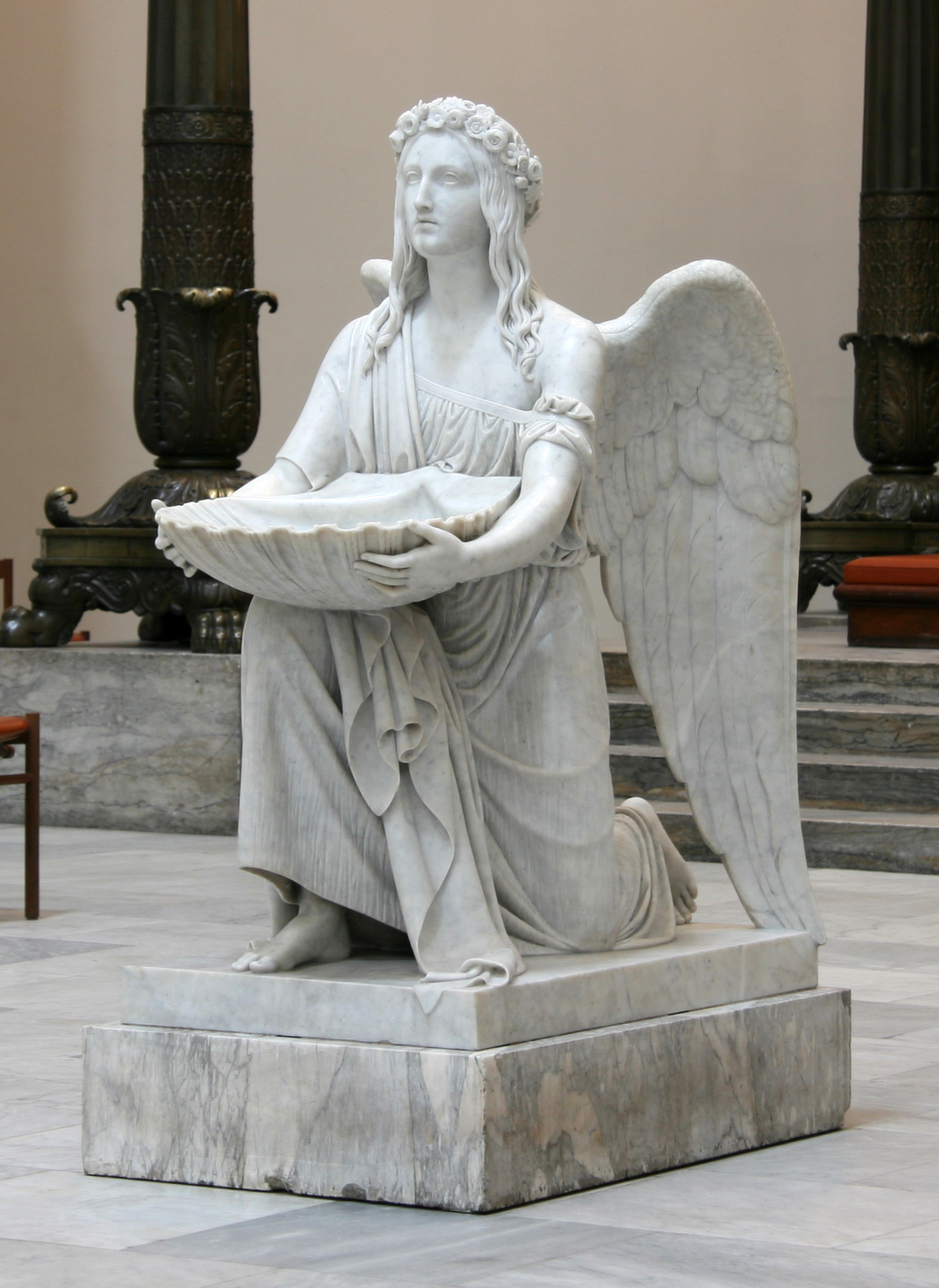
Den knælende Dåbsengel
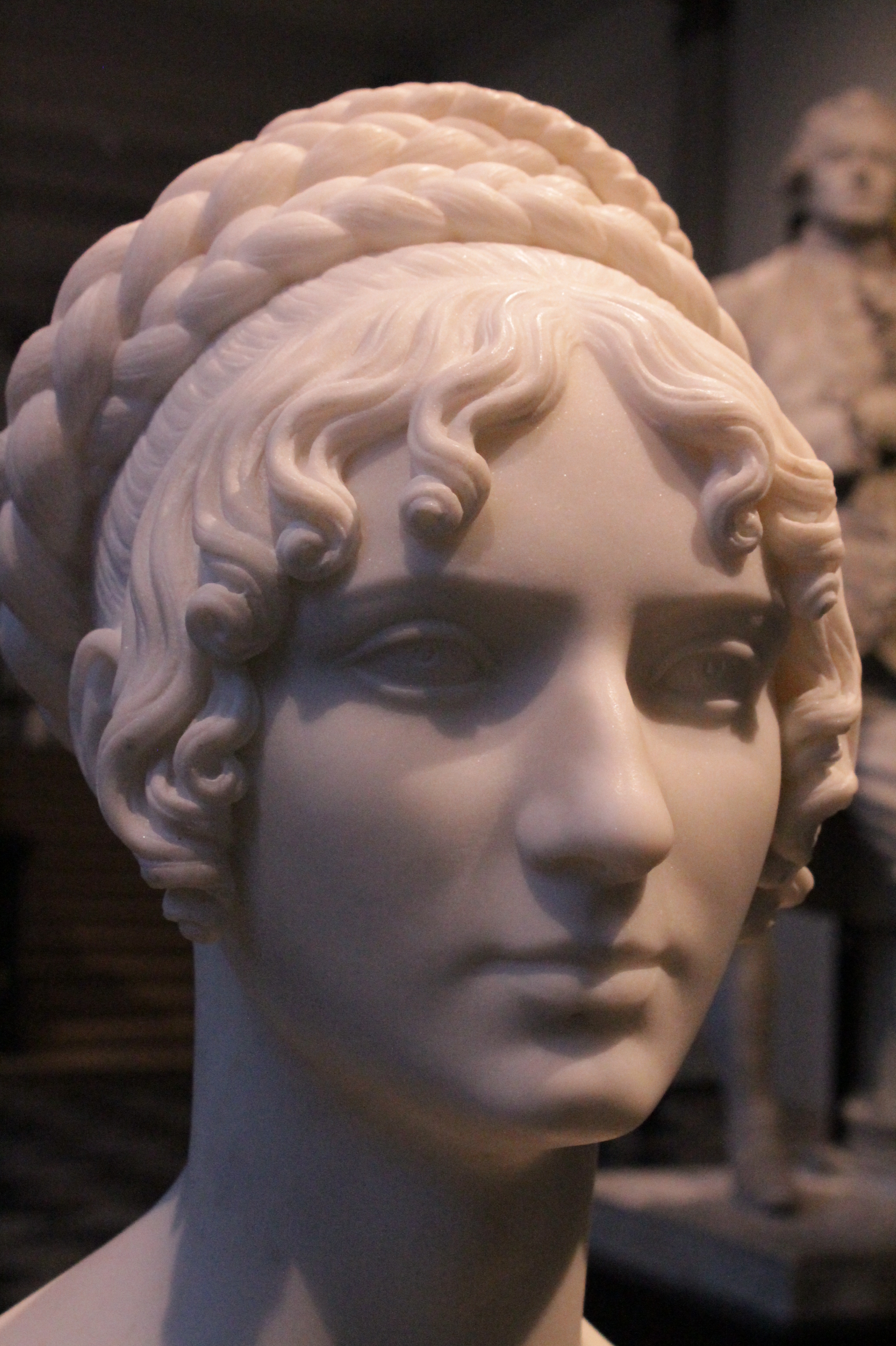
ヴィルヘルミーネ・フォン・ザーガン公